# Giovanni Santoro
Giovanni Santoro (Tricarico, 19 novembre 1859 – Roma, 8 dicembre 1941) è stato un magistrato e politico italiano.

## Biografia
Nacque da una famiglia di possidenti, figlio di don Giuseppe e di donna Giulia Vitale. Nell’atto di nascita e nell’atto di battesimo è registrato come Giovanmaria.
Conseguì la laurea in giurisprudenza a Napoli.
In magistratura dal 1884, è stato giudice al tribunale civile e penale di Isernia, sostituto procuratore del re a Santa Maria Capua Vetere, Napoli e Palermo, consigliere della Corte di cassazione di Roma, avvocato generale presso la Corte di cassazione di Roma e primo presidente della Corte di cassazione del Regno.
"Mussolini fu grato a Santoro del suo servizievole comportamento" come pubblico ministero, nella requisitoria che nel giugno 1925 portò all'assoluzione in Senato di Emilio De Bono per il delitto Matteotti. In proposito, Gaetano Salvemini notava la coincidenza cronologica secondo cui il fratello Cesare fu denunciato il 17 marzo 1925 (“proprio allora” per Salvemini) per complicità nella perdita della nave da guerra Leonardo da Vinci, che nella notte del 2 agosto 1916 era affondata nel porto di Taranto: in ogni caso, Salvemini conclude che, "dopo aver fatto il suo dovere, fu nominato senatore".